# لويد كونفر
لويد كونفر (بالإنجليزية: Lloyd Conover)‏ هو كيميائي أمريكي، ولد في 13 يونيو 1923 في أورانج ‏ في الولايات المتحدة، وتوفي في 11 مارس 2017 في سانت بيترسبرغ في الولايات المتحدة.